# Oceanodroma macrodactyla
Az Oceanodroma macrodactyla a madarak (Aves) osztályának viharmadár-alakúak (Procellariiformes) rendjébe, ezen belül a viharfecskefélék (Hydrobatidae) családjába tartozó Oceanodroma madárnem egyik faja.

## Előfordulása
A Mexikóhoz tartozó Guadalupe szigeten  honos. A természetes élőhelye szubtrópusi és trópusi száraz erdők, tengerparti vizek és a nyílt vizek. 1912 óta nem észlelték, a legtöbb tudós szerint kihalt.

## Esetleges észlelések
Egyetlen ilyen esetről tudunk. 2012-ben egy halász elpusztult állatot talált a hálójába akadva, de mikor 4 nappal később
kirakodta a zsákmányát a tetemet a tengerbe vetette és csupán 10 tollat adott át a múzeumnak melyeken azonban megfelelő eszköz hiányában nem tudták elvégezni a DNS tesztet.

## Megjelenése
Testhossza 23 centiméter. Tollazata fekete, fara fehér.